# Isaiah Young
Isaiah Ahmad Young (* 30. März 1998 in Berlin, New Jersey) ist ein US-amerikanischer Fußballspieler. Der Stürmer steht seit August 2024 bei Arminia Bielefeld unter Vertrag.

## Werdegang
Young absolvierte seine Schulausbildung an der YSC Academy und machte seinen Abschluss an der Life Center Academy in New Jersey. Der Stürmer kam zum Jahresbeginn 2017 von der Players Development Academy, für die er in zwei Spielzeiten 30 Tore erzielte, aus den USA zu den A-Junioren (U19) von Werder Bremen. Für die U19 kam er bis zum Ende der Saison 2016/17 zu 11 Einsätzen (8-mal von Beginn) in der A-Junioren-Bundesliga, in denen er 3 Tore erzielte.
Zur Saison 2017/18 erhielt Young seinen ersten Profivertrag für die zweite Mannschaft in der 3. Liga. Für Werders Zweitvertretung absolvierte er 28 Drittligaspiele, stand jedoch nur 5-mal in der Startelf. Am Saisonende stieg die Mannschaft in die Regionalliga Nord ab. In der Saison 2018/19 kam Young häufiger in der Startelf zum Einsatz. Er absolvierte 26 Regionalligaspiele (19-mal von Beginn), in denen er 2 Tore erzielte.
Zur Saison 2019/20 wechselte Young für ein Jahr auf Leihbasis zum belgischen Zweitligisten Royale Union Saint-Gilloise. Dort kam er bis zum Saisonabbruch aufgrund der COVID-19-Pandemie zu 16 Ligaeinsätzen (vier mal von Beginn).
Zur Saison 2020/21 kehrte Young zur zweiten Mannschaft von Werder Bremen zurück. Ohne einen weiteren Pflichtspieleinsatz bestritten zu haben, wechselte Young Anfang Oktober 2020 in die Regionalliga West zu Rot-Weiss Essen. Im Sommer 2024 wurde sein Vertrag nicht verlängert. Daraufhin wechselte er zu Arminia Bielefeld.